# 大阪千代田短期大学
大阪千代田短期大学（おおさかちよだたんきだいがく、英語: Osaka Chiyoda Junior College）は、大阪府河内長野市小山田町1685に本部を置く日本の私立大学。1947年創立、1965年大学設置。大学の略称は千代短（ちよたん）。

## 概観

### 大学全体
- 大阪府河内長野市に所在する日本の私立短期大学で、設置主体は学校法人千代田学園[1]。
- 1965年に千代田短期大学として1学科80名体制で開学[2]。私大バブルの最中に学科増設で2学科となるも現在、1学科体制となる。

### 教育および研究
- 大阪千代田短期大学には保育者を養成する幼児教育科があり、幼児教育と介護福祉、保育福祉教養の各コースがある。短期大学附属幼稚園での教育実習、おおさかちよだ保育園での保育実習も行われている。「音楽フェスティバル」や「表現活動の総合研究」なるイベントもある。

### 学風および特色
- 大阪千代田短期大学は2007年度、財団法人短期大学基準協会の第三者評価の結果、「適格」認定を受けている。
- 仏教系（高野山真言宗）の短期大学であるが仏教色は薄く、日頃の行事などに仏教系の儀式などはなく、入学式や卒業式も仏教色はない。その一方で、真言宗系の高野山大学との間で、2017年1月18日に包括協定を締結した[3]。この協定を基に、高野山大学は教育学科を文学部へ新設する計画[4]が文部科学省から2020年に認可され[5]、2021年4月1日から本短期大学の校舎内に教育学科を開設している。
  - 大阪府に隣接する和歌山県の高野町（「真言宗の聖地」に当たる町）へ本部を置く高野山大学では、2013年度から河内長野市内で教育学部を新設することを計画。河内長野市立南花台西小学校が既に閉校していたことを背景に、同校で使用していた校舎への設置を検討していたが、学内の事情などなどから計画を一時的に凍結していた。
- 「アセンブリ」がある。アセンブリとは、教員の研究分野や関心領域を活かした授業である。

## 沿革
- 1947年
  - 財団法人女子専修学院が創設される。
- 1951年
  - 3月12日 学校法人が成立する[6]。
- 1965年
  - 1月25日 左記を以て文部省[注 2]より短期大学の設置が認可される[7]。
  - 4月1日 千代田短期大学として以下の学科体制にて開学する[8]。
    - 幼児教育科 入学定員80名[9]

  - 5月1日 学生数[10]/定員
    - 幼児教育科 43[注釈 1]/80
- 1966年
  - 10月1日 大阪千代田短期大学に改称[11]。
- 1967年
  - 1月18日 専攻科の設置が認められ、以下の課程を設ける[注 3]。
    - 幼児教育専攻 入学定員30名
- 1967年
  - 5月1日 学生数[14]/定員
    - 幼児教育科 166[注釈 1]/160
- 1989年
  - 4月1日 幼児教育科の入学定員を80→120に増員[注 4]。
  - 5月1日 学生数[18]/定員
    - 幼児教育科 240[注釈 1]/200
- 1990年
  - 4月1日 以下の学科を増設する[19]。
    - 英米語学科 入学定員100名[20]

  - 5月1日 学生数[21]/定員
    - 幼児教育科 320[注釈 1]/240
    - 英米語学科 134[注釈 1]/100
- 1992年
  - 5月1日 学生数[注 5]/定員
    - 幼児教育科 364[注釈 1]/240
    - 英米語学科 278[注釈 1]/200
- 1994年
  - 4月1日 河内長野市楠町から同市小山田町に移転。高校と幼稚園は楠町に留まる。
- 1999年
  - 5月1日 学生数[24]/定員
    - 幼児教育科 320[注釈 1]/240
    - 英米語学科 82[注釈 1]/200
- 2000年
  - 4月1日 この年度の入学生より英米語学科を以下の学科に改組される[25]。全学科、共学とする。
    - 総合コミュニケーション学科 入学定員100名[26]
- 2001年
  - 10月30日 旧来の英米語学科については、左記をもって正式に廃止とする[27]。
- 2004年
  - 4月1日 総合コミュニケーション学科にケアコミュニケーションコースが設置される。
- 2006年
  - 4月1日 幼児教育科の入学定員を120→150に増員[28]。
- 2009年
  - 4月1日 総合コミュニケーション学科に観光コースが設置される。
- 2011年
  - 4月1日 以下、学科の入学定員変更あり[29]。
    - 幼児教育科 150→100
    - 総合コミュニケーション学科 100→80
- 2014年
  - 4月1日 別科の設置が認められ、以下の課程を設ける[30]。
    - 介護福祉士養成別科
- 2016年
  - 4月1日 以下、学科の入学定員変更あり[31]。
    - 幼児教育科 100→150
    - 総合コミュニケーション学科 80→30[注 6]
- 2020年
  - 4月1日 幼児教育科の入学定員を150→130に減員[33]。
- 2021年
  - 4月1日 幼児教育科の入学定員を130→100に減員[34]
  - 同 キャンパス内の校舎の一部を共有する方式で、高野山大学が文学部教育学科を開設。

## 基礎データ

### 所在地
- 大阪府河内長野市小山田町1685

### 交通アクセス
- 南海高野線千代田駅から南海バス緑ヶ丘線「緑ヶ丘北町行き（20系統）」または南海高野線・近鉄長野線河内長野駅から南海バス小山田線「小山田南方面・緑ヶ丘循環（17、18系統）」に乗車し、「東峯口」バス停下車すぐ。なお、千代田駅・河内長野駅から大学構内まで直行のスクールバスも出ている（南海バスが運行）

### 象徴
- 右記資料を参照[注 7]。

## 教育および研究

### 組織

#### 学科
- 幼児教育科 入学100名[1]

##### 過去にあった学科
- 英米語学科→総合コミュニケーション学科 入学定員30名[注 8]

#### 専攻科
- 幼児教育専攻[1]

#### 別科
- 介護福祉士養成別科[1]

##### 取得資格について
資格
- 保育士：幼児教育科
- 介護福祉士：介護福祉コースにて。
- 幼稚園教諭二種免許状
  - 幼児教育科
  - 総合コミュニケーション学科：こども文化コミュニケーションコースにおいて取得可能となっていた[37]。
- かつては、小学校教諭二級免許状も幼児教育科にて設置されていた[38]。

#### 附属機関
- 生涯学習センター

### 研究
- 『大阪千代田短期大学紀要』ほか [39]

## 学生生活

### 部活動・クラブ活動・サークル活動
- 大阪千代田短期大学のクラブ活動：ダンス・軽音・バレーボール・茶道部などがある[40]。

### 学園祭
- 大阪千代田短期大学の学園祭は「小山田祭」と呼ばれる。学祭名の由来は、所在地である｢小山田町｣に因んでいるものとみられる。ゼミナールの催し物として「ミルクムナリ」と称したエイサー踊りがある。

## 大学関係者と組織

### 大学関係者一覧

#### 大学関係者
- 松浦善満：学長

## 施設

### キャンパス
- アリーナ・図書館・保育実習室・音楽室・図工室・介護実習室・入浴実習室・屋上庭園などがある。
- 大学生協が運営する食堂・購買・パン工房がある。

### キャンパス周辺
- 近隣には、農地、住宅地、河内長野市消防本部、河内長野市営の運動場、農薬メーカーの研究所などがある。商業地からは離れている。

### 寮
- 大阪千代田短期大学の学生のみ入居できるトレスラマという提携マンションがある。

## 対外関係

### 他大学との協定

#### 日本
- 放送大学[41]
- 高野山大学

### 系列校
- 大阪暁光高等学校
- 大阪千代田短期大学附属幼稚園
- 社会福祉法人ちよだ福祉会　おおさかちよだ保育園

## 社会との関わり
- 生涯学習センターにて公開講座を行っている。
- 高校生のために出張授業を実施している。

## 卒業後の進路について

### 就職について
- 幼児教育科：保育所への就職者が最も多い傾向にある。幼稚園への就職として大阪千代田短期大学附属幼稚園などがある。
- 総合コミュニケーション学科：全体的には一般企業への就職者が割合として最も多く、ナルミヤ・インターナショナル・ヤマダ電機・大正銀行などがある。幼稚園教諭に就く人、各種社会福祉施設に就職する人など様々である[37]

### 編入学・進学実績
- 幼児教育科：大阪産業大学・四天王寺大学・帝塚山学院大学・吉備国際大学ほか[37]
- 英米語科&総合コミュニケーション学科：龍谷大学・大阪大谷大学・プール学院大学ほか[37]

## 附属学校

大阪千代田短期大学附属幼稚園

- 大阪千代田短期大学附属幼稚園